# Nikolaikirche (Danzig)

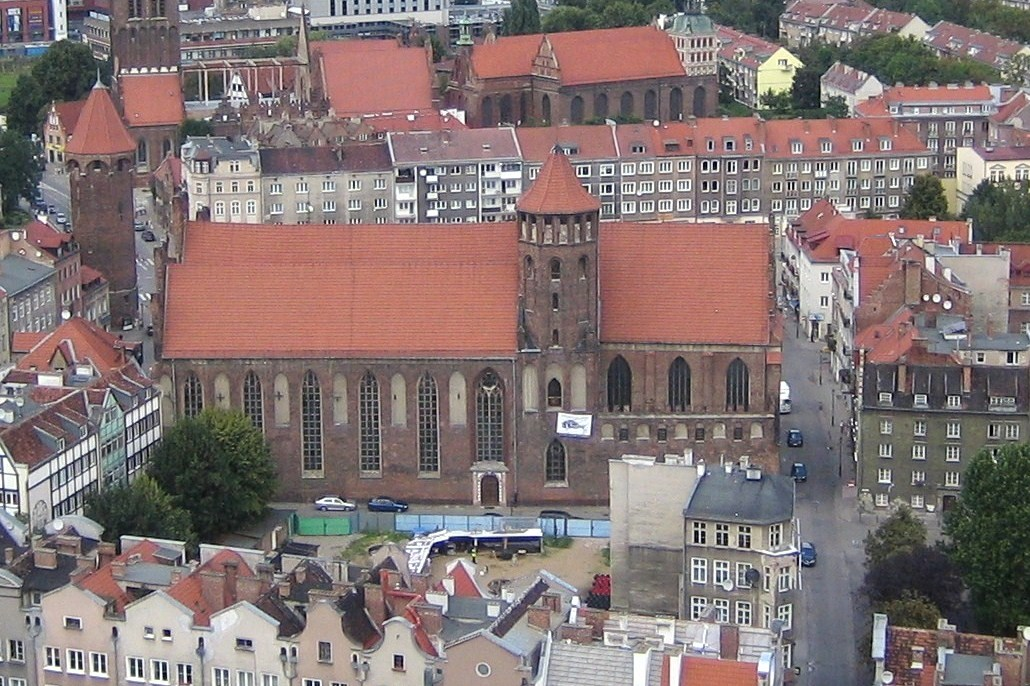
St.-Nikolaus-Kirche mit Umgebung

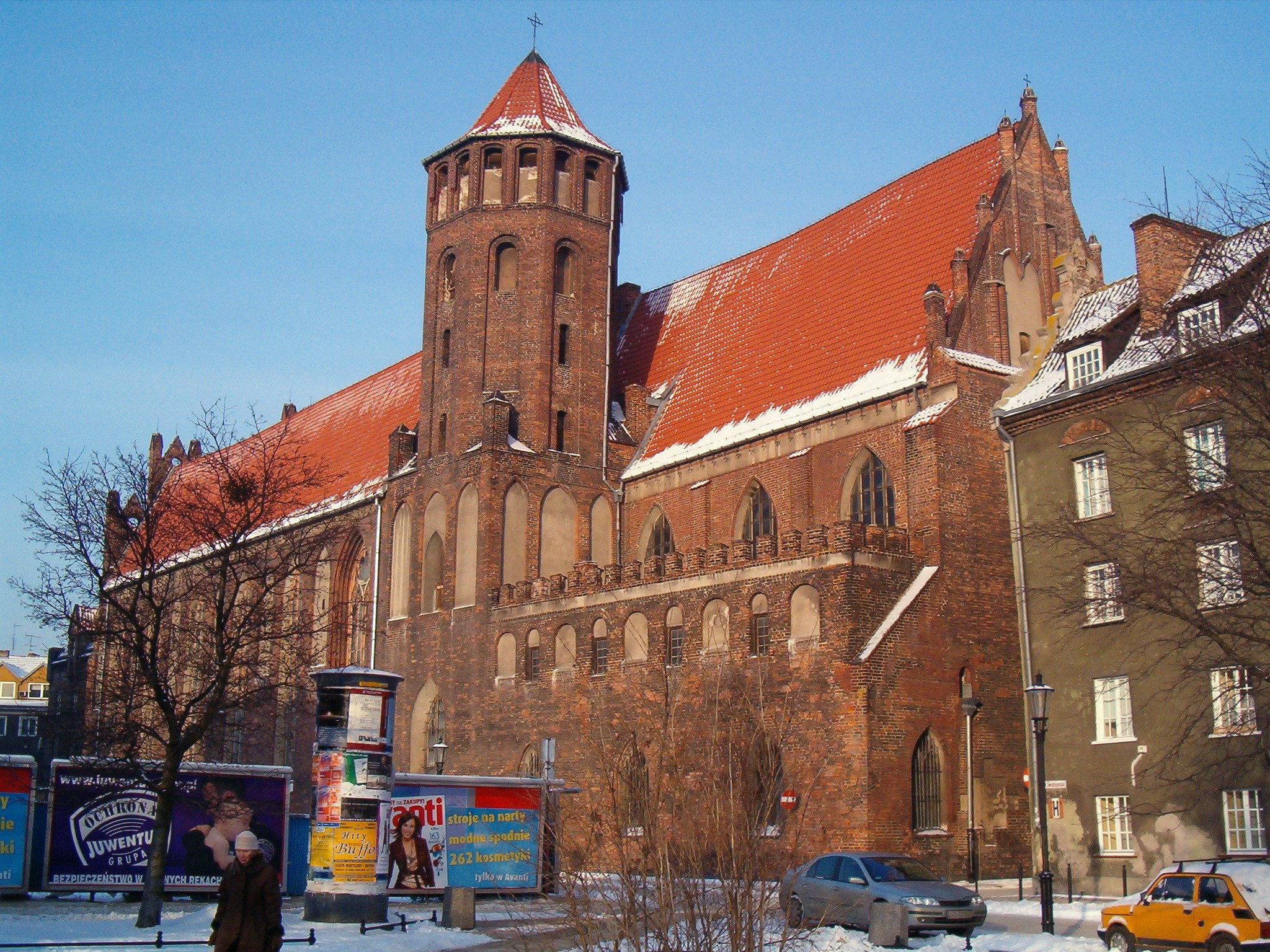
St.-Nikolaus-Kirche

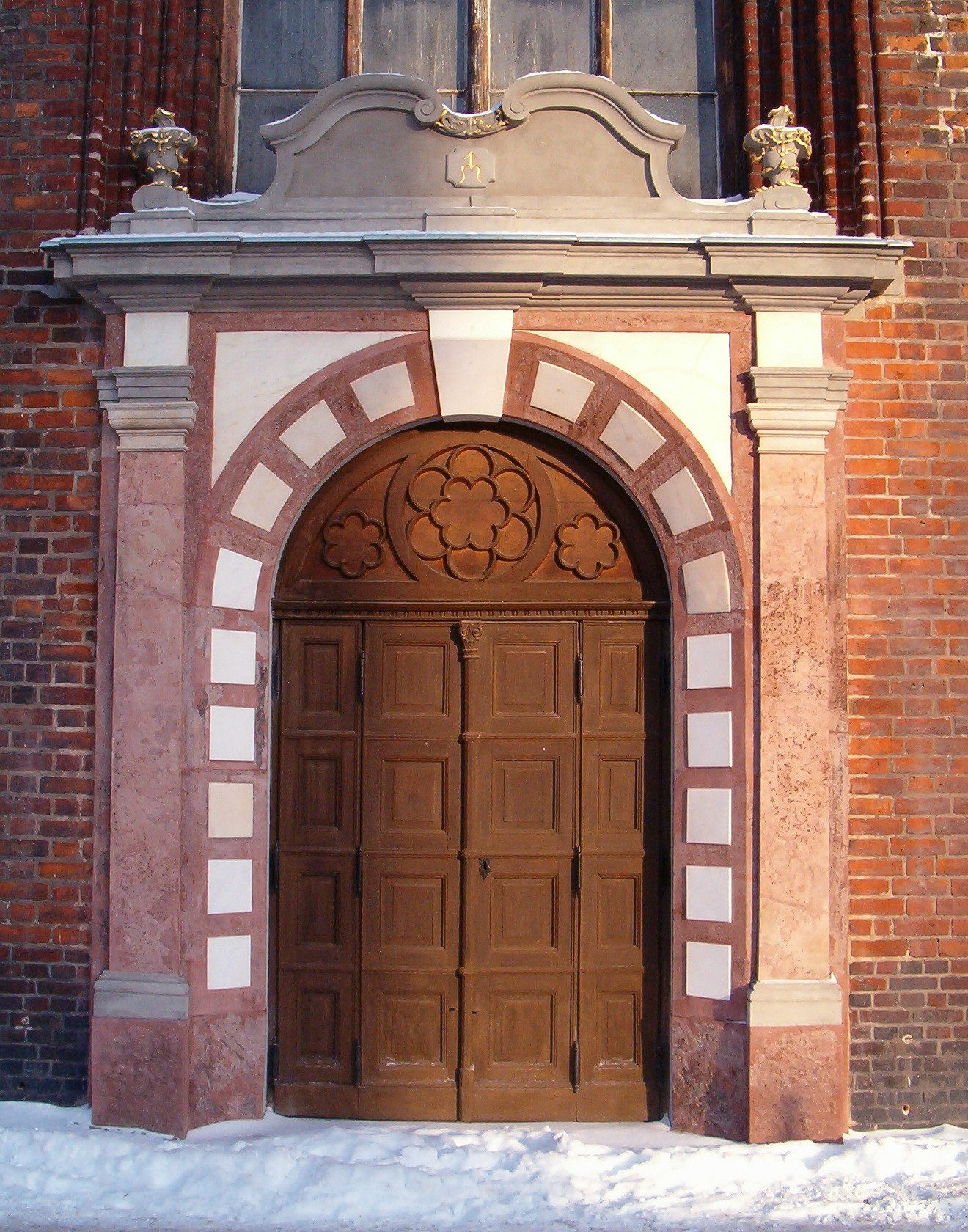
Portal

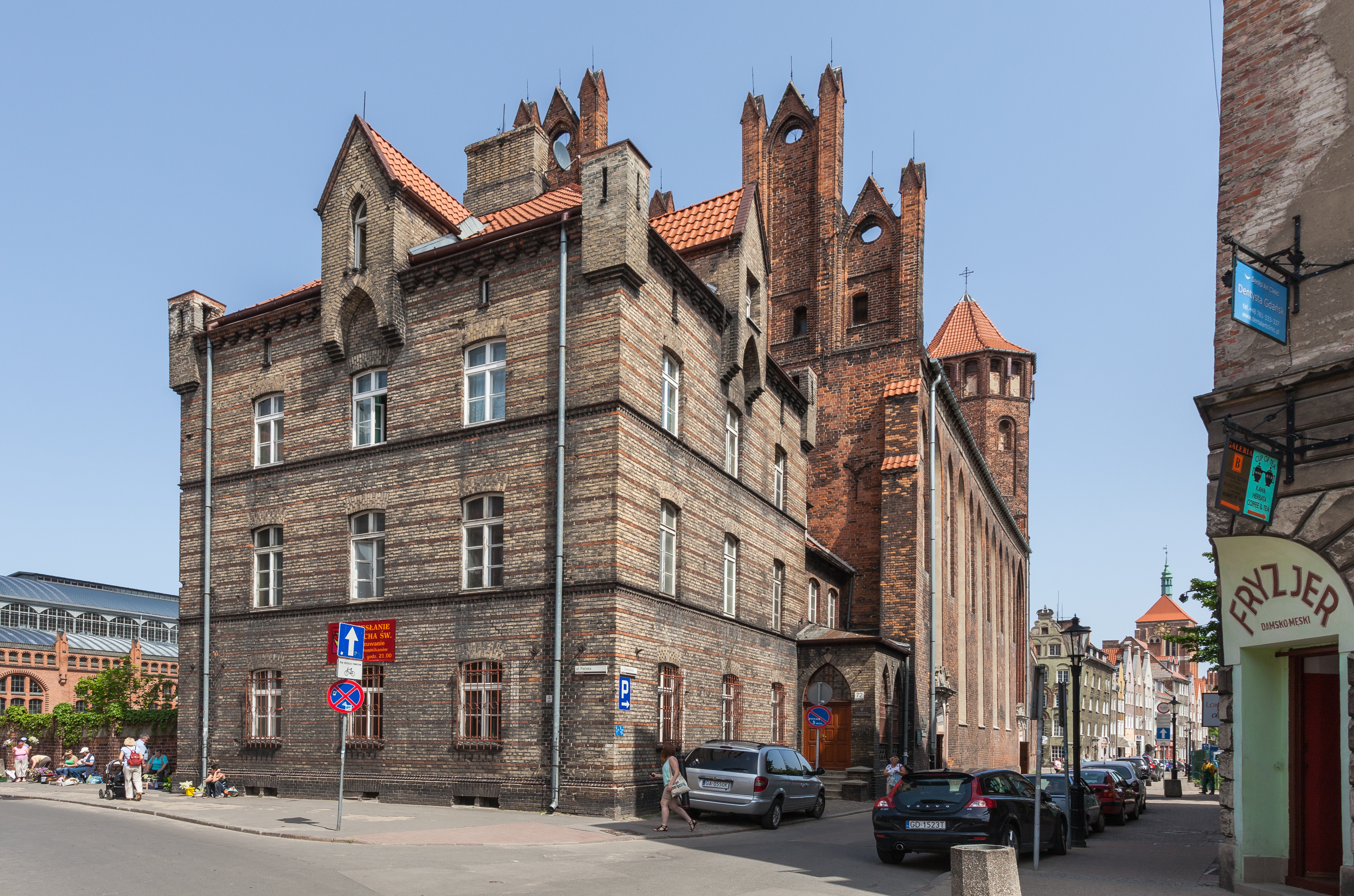
Rückansicht

Die Nikolaikirche (polnisch Bazylika św. Mikołaja) ist die einzige gotische Backsteinkirche Danzigs, die während der Kämpfe im April 1945 nicht den Flammen zum Opfer fiel. Nach dem Krieg wurde die katholische Kirche vom polnischen Dominikanerorden übernommen.
Die Kirche wurde am 29. März 1957 in die Liste der Danziger Baudenkmäler unter Nr. 51 eingetragen.

## Geschichte
Die erste Nikolaikirche in Danzig entstand wahrscheinlich um 1185. Am 22. Januar 1227 übergab der pommersche Herzog Swantopolk II. die Kirche den Mönchen vom Dominikanerorden, die von Hyazinth von Polen (poln. Jacek Odrowąż) nach Danzig gebracht wurden. Neben der Kirche wurde ein Klostergebäude errichtet. Die Kirche wurde 1239 geweiht.
Der Bau der heutigen Kirche wurde nach 1384 begonnen. Zuerst entstand der Chor mit vier Jochen, dann die dreischiffige, sechs Joche lange Hallenkirche. Die Schiffe waren je 37 m lang und 16 m hoch, der Chor 25 m lang und 9,30 m breit. Die Strebepfeiler wurden in die Seitenschiffe eingezogen. Die Kirche hat einen Satteldach.
1487 erhielt die Kirche ein Sterngewölbe. Die Gewölbe ruhen auf zehn achteckigen Pfeilern. Der Turm wurde um einen achteckigen Tambour erhöht. Unter dem Fußboden befinden sich Grüfte.
In den Anfängen der Reformation wurde die Kirche 1525 und 1576 angegriffen und geplündert, die Mönche wurden vertrieben, einige von ihnen getötet.
1564 wurde die Kirche amtlich evangelisch, die Klosterschatzkammer wurde dem Rathaus angegliedert. Erst nach einem Protest des polnischen Königs Sigismund II. August erhielten die Dominikaner 1567 ihr Kloster zurück.
Am 11. Oktober 1587 erhielt der aus Schweden angereiste König Sigismund III. Wasa die Urkunde der freien Wahl, nachdem er am 7. Oktober die sogenannten Pacta Conventa unterzeichnete.
Am Ende des 17. Jahrhunderts wurde die gotische St.-Hyacinthus-Kapelle an der nördlichen Seite des Chores umgebaut.
Während des russischen Artilleriebeschusses 1813 brannte das Klostergebäude nieder. 1834 wurden die Dominikaner aus Danzig vertrieben. Die Klostergebäude wurden abgebrochen. St. Nikolai wurde zur römisch-katholischen Pfarrkirche, die 1929 zur Basilica minor erhoben wurde.
1945 wurde die St.-Nikolai-Kirche wieder von den Dominikanern übernommen, die von den Sowjets aus ihrem Kloster in Lemberg vertrieben worden waren. Sie brachten die wundertätige Marienikone mit, die sich seit 1260 in ihrem Besitz befindet.

## Ausstattung
Zu den ältesten Kunstwerken gehört die gotische Pietà vom Anfang des 15. Jahrhunderts, die Wandmalerei (um 1430) mit den Passionsszenen an der Nordwand des Chores sowie das Marienbild (um 1466) und der Chorbalken mit dem Kruzifix (um 1520). Das gotische Chorgestühl mit Rokoko-Rückenlehnen befindet sich auf beiden Seiten des Chores.
Der reich verzierte Hochaltar entstand um 1643 und ist im Spätrenaissance-Stil gehalten. Das Altarbild aus dem Jahr 1647, ein Werk des Danziger Künstlers August Ranisch, stellt den Hl. Nikolaus dar, der vor dem Christus niederkniet und von ihm ein Buch empfängt, sowie vor Maria, die ihm eine Mitra reicht. Der Hochaltar ist mit einer von einer Mandorla umrahmten Madonnenfigur gekrönt.
Seitlich befinden sich zwölf meist barocke Altäre. Im südlichen Seitenschiff befindet sich ein schwarzes, marmornes Weihwasserbecken aus dem 18. Jahrhundert. Gegenüber befindet sich ein barockes Taufbecken (um 1732), gestützt auf vier Evangelistengestalten.
Die barocke Orgel wurde 1977 in den Zustand aus dem 18. Jahrhundert zurückgebaut.

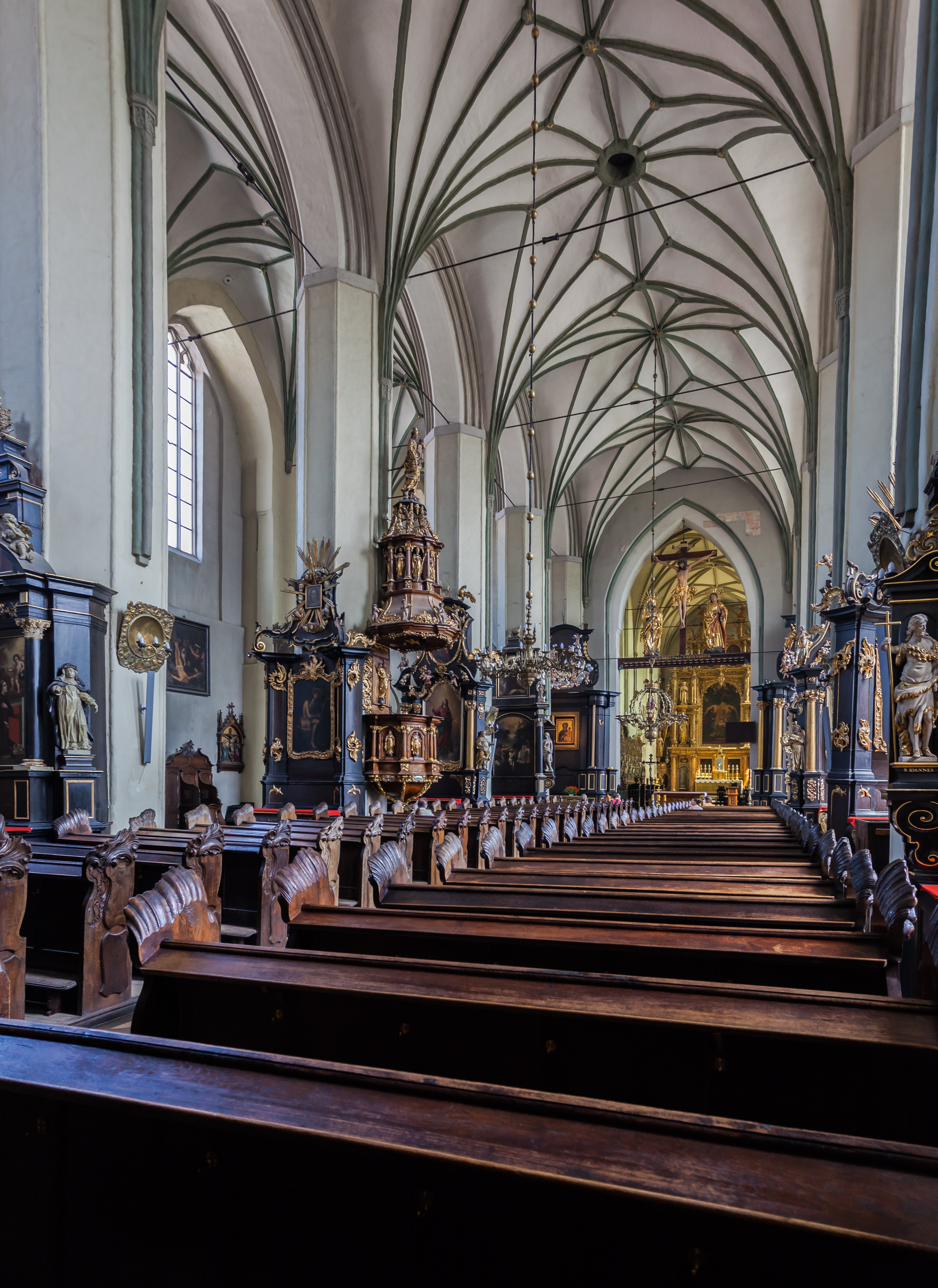
Hauptschiff
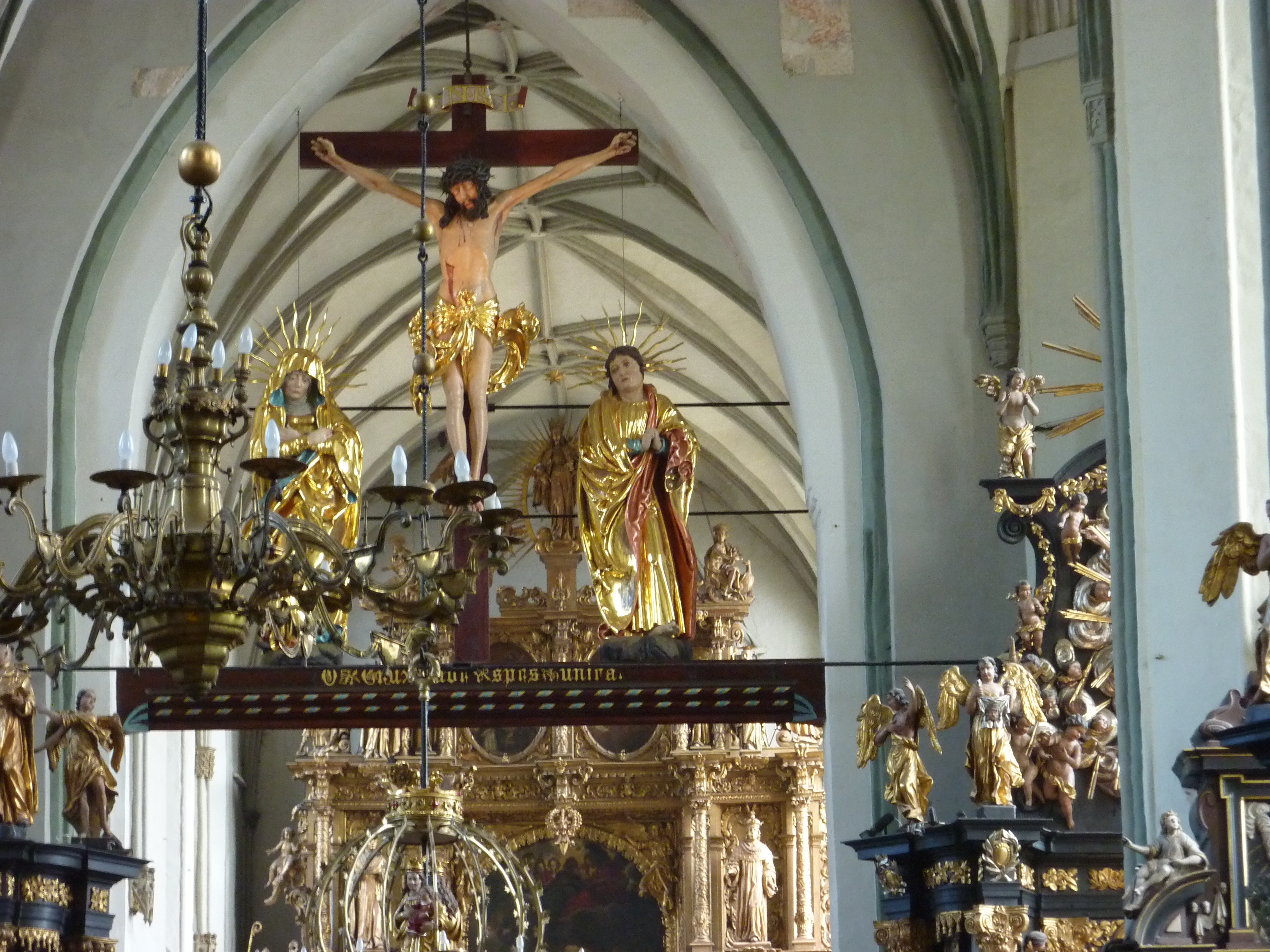
Chorbalken
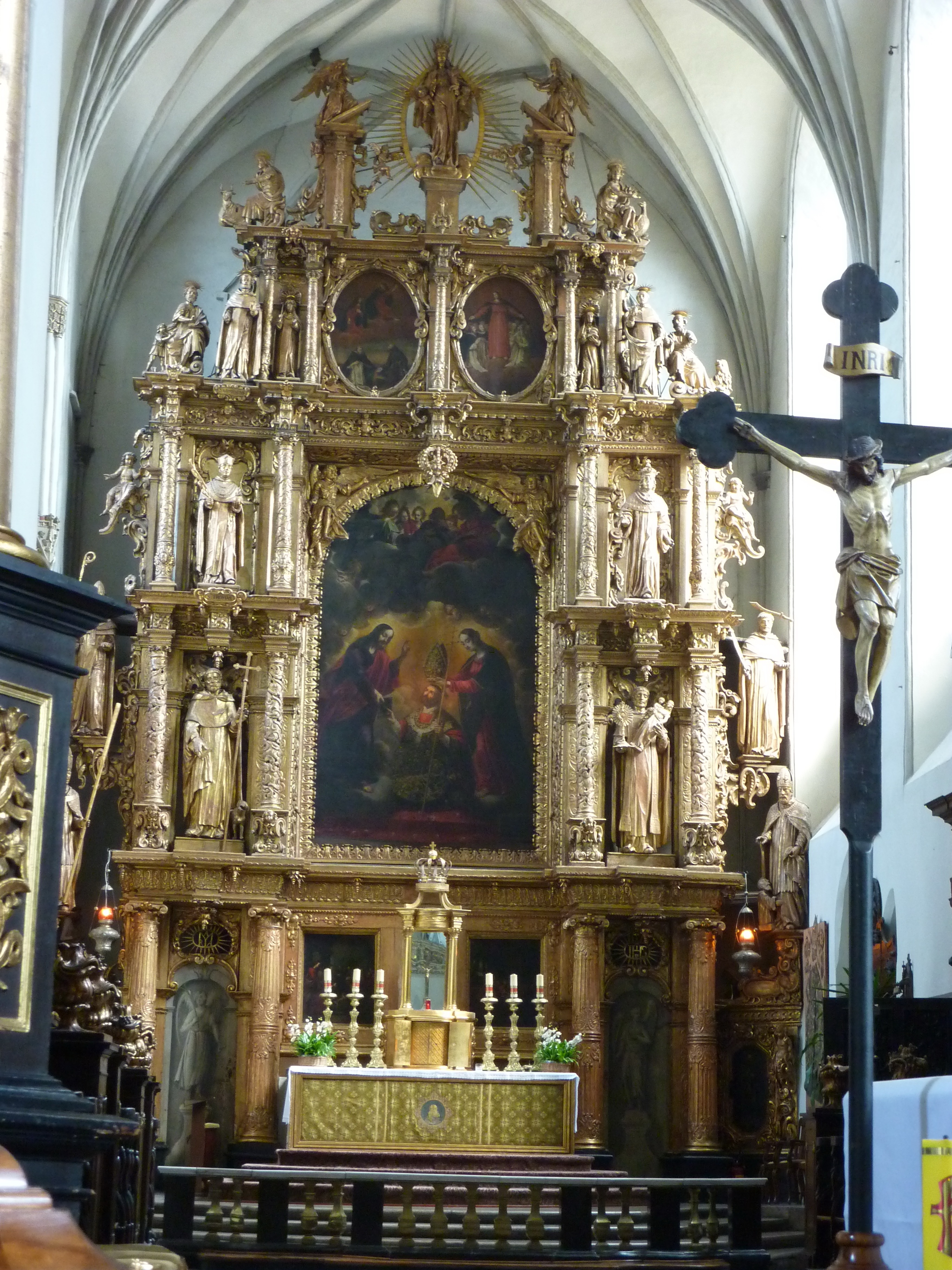
Hochaltar
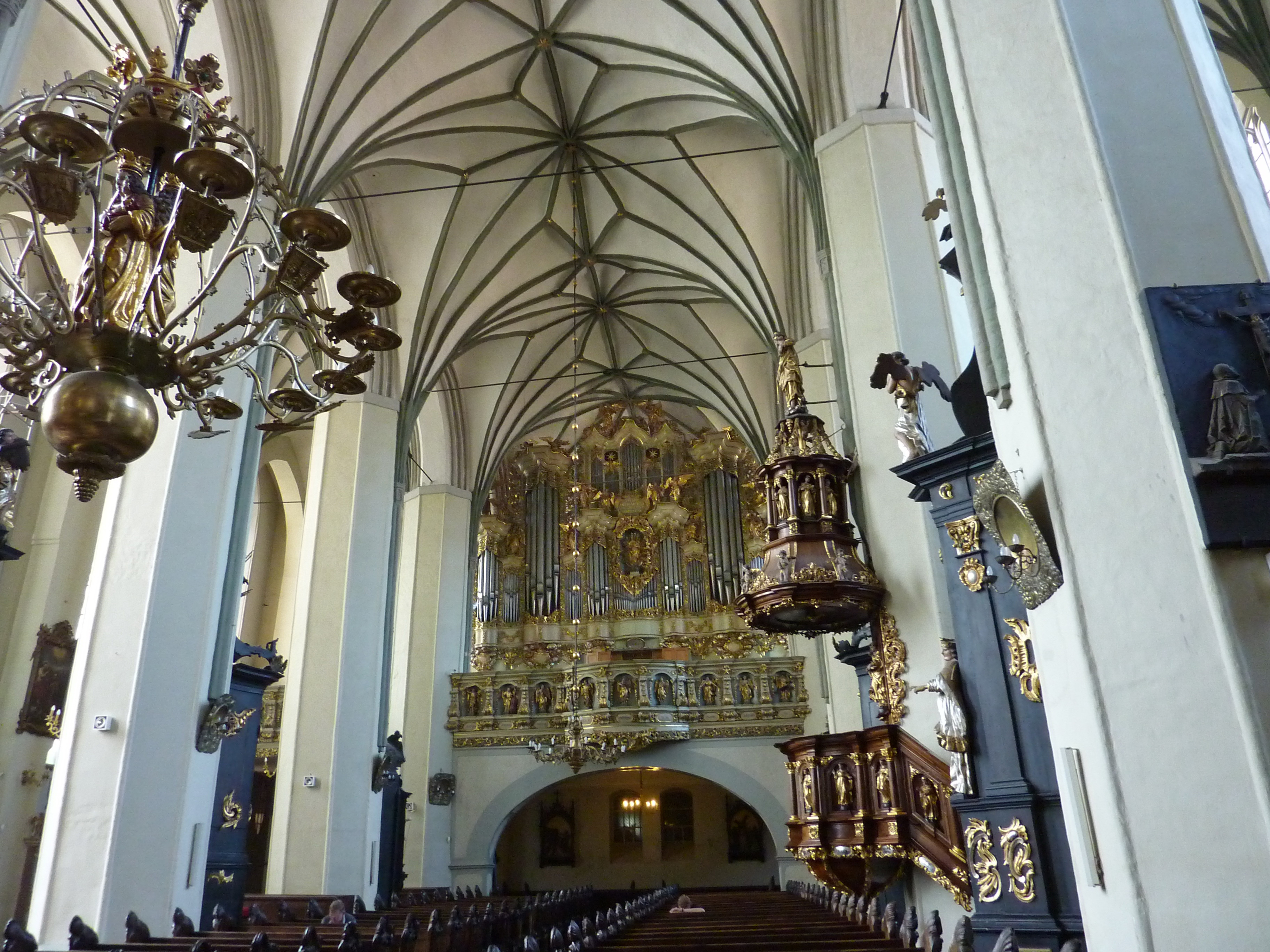
Orgelprospekt
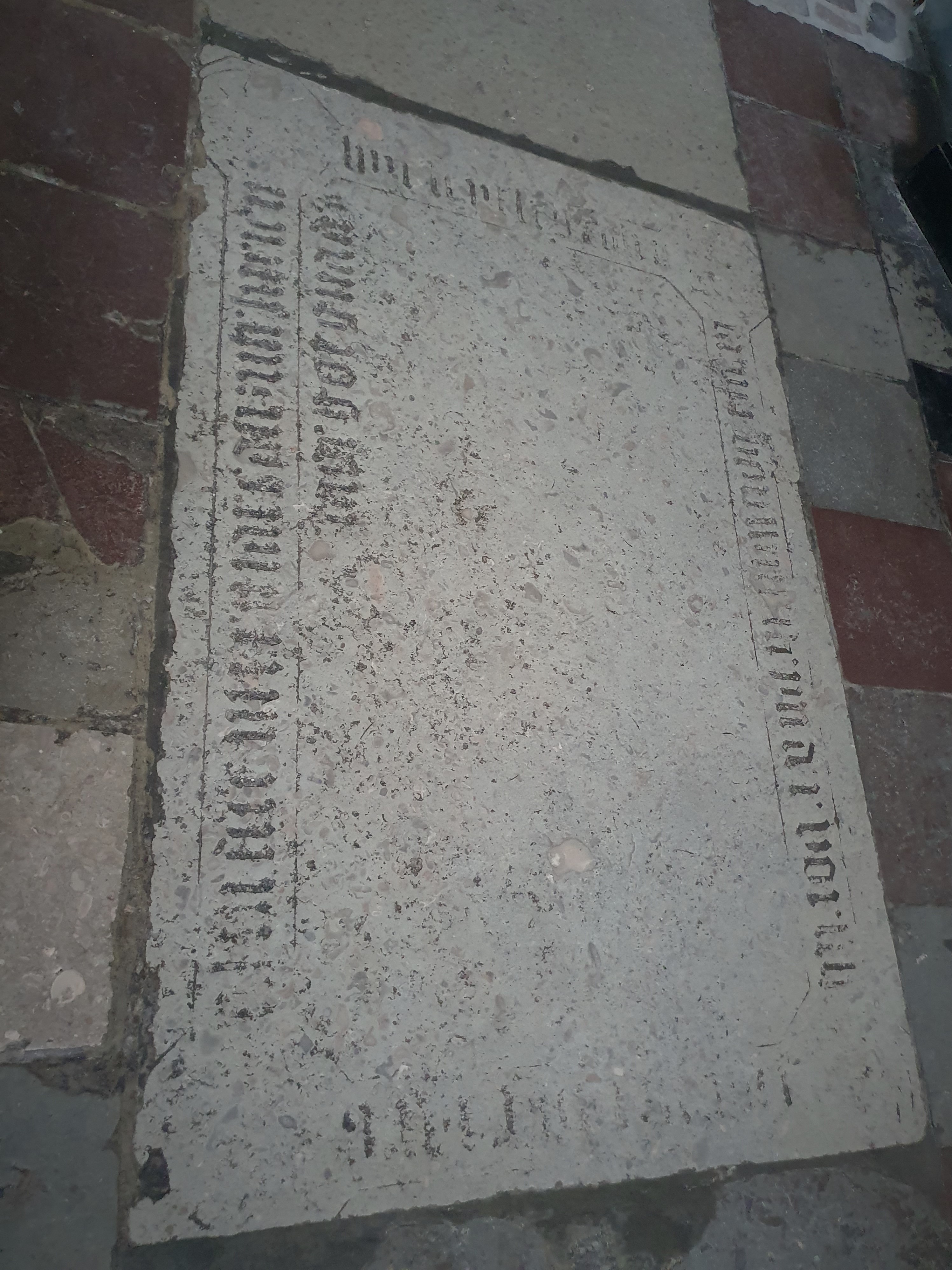
Grabstein
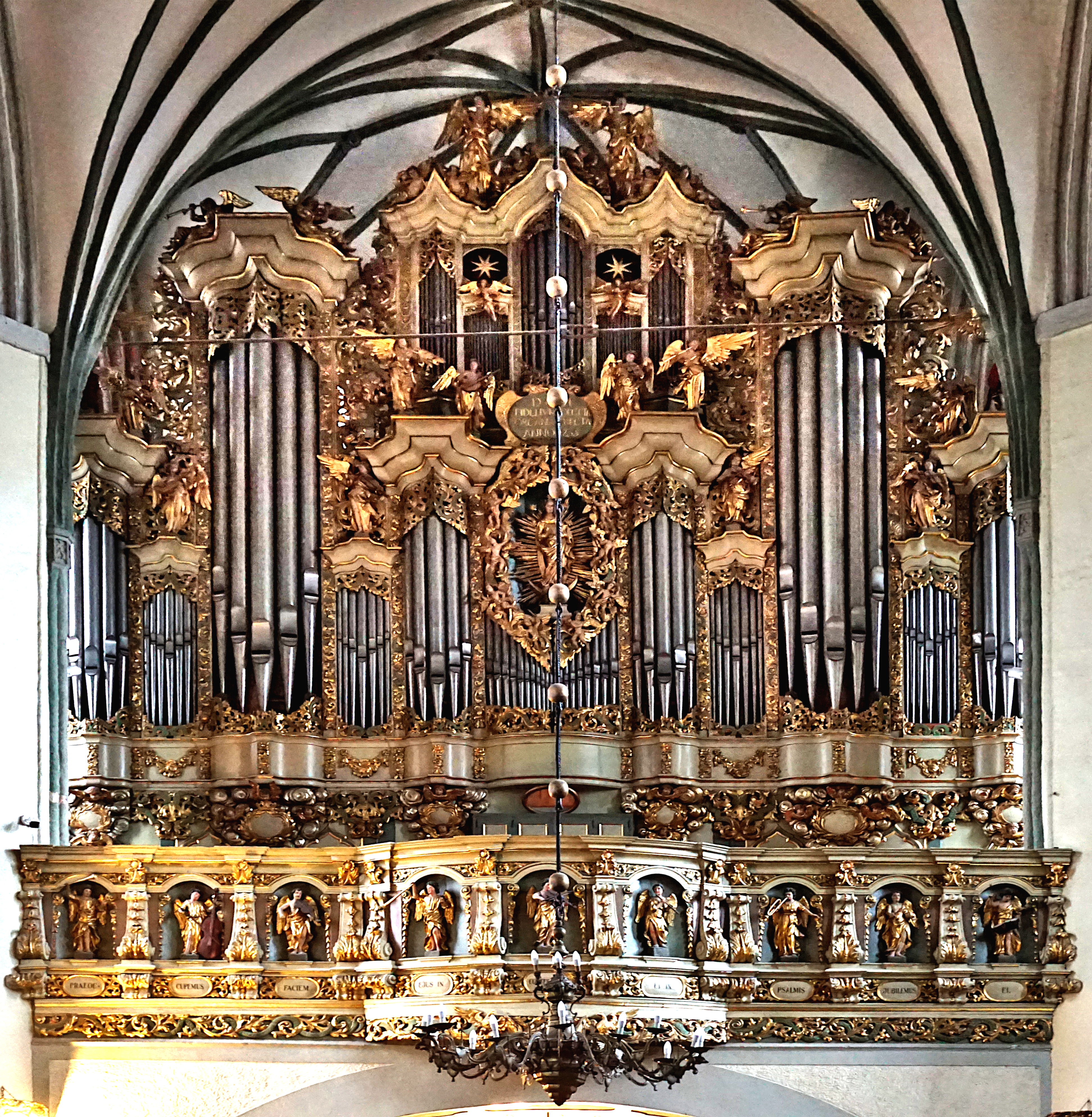
Orgel